# Martin Frutiger
Martin Frutiger (* 1977 in Bern) ist ein Schweizer Oboist und Englischhornist.

## Leben
Martin Frutiger studierte bereits während der Schulzeit Oboe bei Hans Elhorst an der Hochschule der Künste Bern. Dieses Studium schloss er mit dem Lehr- und Orchesterdiplom mit Auszeichnung ab. Danach absolvierte er die Meisterklasse bei Günther Passin an der Hochschule für Musik und Theater München (Meisterklassendiplom). Von 2001 bis 2003 war er Teilnehmer der Karajan-Akademie bei den Berliner Philharmonikern. 2004 wurde er Solo-Englischhornist im Tonhalle-Orchester Zürich.
Konzertreisen und Meisterkurse führten ihn durch Europa, Asien und die USA. Er ist Mitglied des mehrfach ausgezeichneten Ikarusquartetts. Als Solist trat er u. a. mit folgenden Orchestern auf: Tokyo Philharmonic Orchestra, Berner Symphonieorchester, Luzerner Sinfonieorchester, Kammerorchester Basel, Münchener Kammerorchester, Cappella Istropolitana und Neues Bachisches Collegium Musicum. 2007 brachte er das Englischhornkonzert von Stanisław Skrowaczewski mit dem Tonhalle-Orchester Zürich zur Aufführung.
Frutiger ist Dozent für Oboe und Kammermusik an der Hochschule Luzern – Musik sowie für Englischhorn und Oboe d’amore an der Zürcher Hochschule der Künste. Er führt den Juryvorsitz beim Instrumentalwettbewerb «The Muri Competition».

## Auszeichnungen
Wiederholt war er Preisträger beim Schweizerischen Jugendmusikwettbewerb. 2000 erhielt er den ersten Preis für moderne Oboe beim internationalen Oboenwettbewerb der Händel-Festspiele, dem Händel-Förderpreis der Stadt Halle. 2001 gewann er den Concours National d’Execution Musicale in Riddes. Beim Internationalen Musikwettbewerb der ARD in München 2002 wurde er mit dem Bärenreiter-Urtext-Preis ausgezeichnet. 2003 erhielt er beim Internationalen Sony-Oboenwettbewerb in Tokio/Japan den zweiten Preis. Ausserdem war er Finalist des New-Talent-Wettbewerbs der Europäischen Rundfunkunion. Er erhielt darüber hinaus den Studienpreis des Migros-Genossenschafts-Bundes, den Kulturförderpreis der FDP Kanton Bern, war Stipendiat von Live Music Now München und der Villa Musica in Mainz.

## Diskographie (Auswahl)
- Ikarusquartett – Aubade (Swiss Pan, 2004)
- Ikarusquartett / Joseph Lauber (Swiss Pan 2007)
- Music for cor anglais / Antonio Pasculli, Carlo Yvon, Giovanni Daelli (Guild Music, 2014)
- Elegy – Music for cor anglais Vol. 2 (Guild Music, 2018)